# Mormia helvetica
Mormia helvetica är en tvåvingeart som beskrevs av Vaillant 1974. Mormia helvetica ingår i släktet Mormia och familjen fjärilsmyggor. Inga underarter finns listade i Catalogue of Life.